# 联信银行大厦
联信银行大厦（英語：Comerica Bank Tower）， 是位于德克萨斯州达拉斯市中心的一座后现代主义摩天大楼。楼体高度为787英尺（240），是达拉斯第三高的建筑。如果不计算天线上都，该大厦则升至第二。它同时还是德州第六高，全美第49高的建筑。建筑设计师为菲利普·约翰逊和约翰·伯吉，于1987年完工。楼内办公面积为1,500,000平方英尺（100,000平方）。